# حديقة حيوان غيفسكود
حديقة حيوان غيفسكود (بالدنماركية: Givskud Zoo) هي حديقة حيوان وسفاري في بلدة غيفسكود الواقعة 20 كيلومترا شمال غرب فايله في الدنمارك. افتتحت الحديقة في عام 1969 تحت اسم "Løveparken" (حديقة الأسد)، حيث كانت الحيوانات الوحيدة فيها هي الأسود. في عام 1970 وصلت إليها الفيلة الآسيوية، واليوم نضم الحديقة أكثر من 700 حيوان والتي تمثل أكثر من 70 نوعا. حديقة الحيوان هذه هو واحدة من عشرة مناطق جذب سياحي فقط التي منحت 5 نجوم من الدليل السياحي يولاندس أتراكتيونير، وتستقبل حوالي 325,000 زائر سنويا. تغطي الحديقة 120 هكتارا، بما في ذلك 65 هكتارا مستخما حاليا لحديقة الحيوان وحديقة السفاري. أعلن في عام 2014 أن المساحة المتبقية سوف تصبح جزءا من  حديقة حيوان مستقبلية، والتي ستفتتح المرحلة الأولى منها في الذكرى السنوية الخمسين للحديقة في عام 2019، تحت اسم زوتوبيا.
تحتوي حديقة حيوان غيفسكود على العديد من الحيوانات الشهيرة من بينها وحيد القرن الأبيض بروتاليس (Brutalis) الذي وصل إليها عام 1990 وكان عدوانيا للغاية تجاه معدات الإسطبل وغيره من حيوانات وحيد القرن والبشر (على الأرجح لأنه ترعرع دون اتصال مع غيره من وحيد القرن، بعد أن رفضته والدته إثر ولادته في نوسلي سفاري بارك في عام 1977). كحل نهائي، تم شحنه إلى المحمية الخاصة أونغافا في ناميبيا في عام 1994. عاش في المحمية لمدة 6 سنوات قبل أن يقتل في معركة نفوذ مع وحيد قرن ذكر آخر. تم تغطية قصته بشكل مفصل من قبل وسائل الاعلام العامة،  وكذلك كتاب للأطفال.
من الحيوانات المشهورة الأخرى في الحديقة هو الغوريلا سامسون (Samson)، وهو من فصيلة غوريلا السهول الغربية، الذي ظهر عدة مرات على التلفزيون الدنماركي. يعيش سامسون وغيره من الغوريلا تعيش على مساحة 20,000م2 وهي من أكبر عروض الغوريلا، افتتحت في عام 2000.
تعرف حديقة حيوانات غيفسكود بمناطق مسيجة كبيرة التي يمكن للزوار القيادة عبرها في سياراتهم الخاصة. من أكثر الحيوانات شهرة وشعبية في حديقة الحيوان هي الفيلة الآسيوية ووحيد القرن الأبيض والغوريلا والأسود. اعتبارا من مارس 2012، شملت زمرة الأسود ما مجموعه أسدا ولبؤة وشبلا.
بعد أن تم تغيير اسم الفيلم الأمريكي المنتج عما 2016 من زوتوبيا إلى زوتروبوليس في بعض البلدان الأوروبية، تم التكهن بأن ديزني اتخذت هذا القرار بإعادة التسمية لكي لا تتعدى على العلامة التجارية «زوتوبيا» المملوكة لحديقة حيوان غيفسكود، إلا أن ديزني ادعت بأن التغيير كان «لمجرد إعطاء الفيلم عنوانا فريدا يلائم الجماهير في المملكة المتحدة.»